# Broen (film)
 For alternative betydninger, se Broen (flertydig). (Se også artikler, som begynder med Broen)
Broen er en dansk kortfilm fra 1993 instrueret af Laila Hodell efter eget manuskript.

## Handling
I en nutidig ramme, hvor en gammel ministers sidste sag er at tage stilling til planen "Danmark år 2010" med veludbyggede bro- og vejnet, fortælles eventyret om Den lille havfrues rejse gennem et forurenet hav. Her møder hun havfolk, et marsvin og en klog nisse, der fortæller hende hele vores historie og udvikling mod et moderne samfund. Nissens historie giver hende og ministeren fornyet livsmod. Indgår i antologien »Norden Rundt II«.